# Federico Rodríguez
Federico Martín Rodríguez Rodríguez (Montevideo, 3 aprile 1991) è un calciatore uruguaiano con passaporto spagnolo, attaccante del River Plate (M).
Viene soprannominato el Pelado per l'abitudine di rasarsi a zero i capelli.

## Carriera

### Club

#### Gli inizi in Uruguay e l'approdo in Italia
Attaccante mancino, cresce nelle giovanili del Bella Vista, club di Montevideo militante nella Primera División uruguaiana. Debutta in prima squadra nel corso del torneo di Clausura 2009, disputando poi un'altra partita nel corso della stagione che vede il Bella Vista retrocedere in Segunda División Profesional de Uruguay. Nella stagione successiva gioca 13 partite e segna 8 reti contribuendo alla promozione. Tornato nella massima divisione, nell'Apertura 2010 gioca 15 partite realizzando 9 reti.
All'inizio del 2011, in vista della seconda parte del torneo, si trasferisce al Peñarol. Senza aver giocato alcuna partita con i gialloneri di Montevideo, il 31 gennaio 2011 viene acquistato a titolo definitivo dal Genoa. Il 24 giugno 2011 il Bologna annuncia di aver acquisito la comproprietà del cartellino del giocatore, nell'ambito di un'operazione in cui il Genoa ottiene il riscatto dell'intero cartellino di Riccardo Meggiorini.

#### Esperienze in prestito
Nel gennaio 2012, dopo mezza stagione in cui non scende mai in campo con il Bologna in partite di campionato, viene ceduto in prestito al Piacenza, squadra militante in Prima Divisione, in cambio della comproprietà di Alessandro Marchi. Fa il suo debutto con la maglia biancorossa il 29 gennaio 2012 nella partita contro la Cremonese vinta 1-0. Segna il suo primo gol con la maglia biancorossa il 18 marzo nella partita pareggiata per 2-2 in casa della Carrarese. Termina la stagione con 15 presenze e 3 reti in campionato, più 2 presenze nei play-out che sanciscono la retrocessione del Piacenza in Seconda Divisione.
Il 22 giugno 2012 la comproprietà tra Genoa e Bologna viene rinnovata. Dopo una prima parte di stagione senza presenze, nel gennaio 2013 viene ceduto in prestito al Montevideo Wanderers. Fa il suo debutto con i bianconeri il 23 febbraio 2013 nella partita vinta per 2-1 contro il Cerro Largo. Segna la sua prima rete con la nuova maglia il 23 marzo successivo realizzando il gol decisivo nella vittoria per 2-1 contro il Fénix.
Al termine della stagione italiana la compartecipazione tra Bologna e Genoa viene risolta alle buste a favore del Bologna, dove ritorna in seguito alla fine del prestito. Dopo la mancata convocazione per i ritiri estivi viene ceduto nuovamente in prestito al Montevideo Wanderers. Nel gennaio 2014, scaduto il prestito, fa ritorno a Bologna. Fa il suo debutto con i felsinei, nonché il debutto in Serie A, all'ultima giornata di campionato il 18 maggio 2014 sostituendo Robert Acquafresca nel secondo tempo della partita persa per 1-0 in casa della Lazio.
Il 21 gennaio 2015 rescinde il contratto con il Bologna trasferendosi al Lugano. Non potendo giocare con i bianconeri a causa dell'esaurimento della possibilità di schierare altri giocatori stranieri, si trasferisce al Locarno, squadra militante in Promotion League. Fa il suo debutto con i bianchi il 28 marzo 2015 nella vittoria per 2-0 contro il Köniz. Segna la sua prima rete con i ticinesi il 10 maggio successivo nella vittoria per 2-1 in casa del Sion II. Chiude la stagione, nella quale il Locarno retrocede in 1ª Lega con 2 reti in 9 presenze.

#### Il ritorno in Uruguay
Nel settembre 2015 torna in patria accasandosi al Boston River, squadra militante in Segunda Division. Fa il suo debutto con la nuova maglia il 24 ottobre successivo nella vittoria per 2-1 in casa del Torque. Segna le sue prime reti con il Boston River il 22 novembre quando mette a segno una tripletta nella vittoria per 4-0 contro il Progreso. Contribuisce con 10 reti alla promozione in Primera División del Boston River. Il 4 settembre 2016 mette a segno una quaterna nella vittoria 5-1 del Boston River in casa del River Plate (M).
L'11 dicembre, all'ultima giornata di campionato, si rompe il legamento crociato anteriore, venendo costretto così ad un lungo stop nella prima parte della stagione successiva. Chiude il campionato di transizione 2016 segna 7 reti in 13 presenze chiudendo la classifica marcatori al terzo posto alle spalle di Pablo Silva e Gabriel Fernández. Nella stagione successiva, frenato anche dall'infortunio occorsogli al termine del 2016, totalizza 2 reti in 13 presenze tra Apertura, Clausura e Torneo Intermedio, a cui si somma una rete in 2 presenze in Coppa Sudamericana.
La stagione successiva si trasferisce al Danubio. Fa il suo debutto con la nuova maglia il 4 febbraio 2018 nel pareggio per 1-1 contro il Progreso. Segna la sua prima rete con i bianconeri il 18 febbraio successivo nella vittoria per 2-1 sul campo del Racing Montevideo Termina la stagione 2018 con 7 reti in 26 presenze tra Apertura, Clausura e torneo Intermedio, più una presenza in coppa Sudamericana.

#### Esperienza in Peru e ulteriore ritorno in Uruguay
Dopo aver disputato la prima parte della stagione 2019 col Danubio, collezionando 2 reti in 10 presenze nel torneo di Apertura ed una rete in 2 presenze in coppa Libertadores, nel mese di luglio rescinde il contratto e si trasferisce in Perù, nell'Alianza Lima. Fa il suo debutto con la nuova maglia il 18 agosto seguente nella sconfitta per 3-1 sul campo dell'U. César Vallejo. Segna la sua prima rete per i peruviani il 1º settembre 2019 nella partita pareggiata per 2-2 sul campo Deportivo Municipal. Termina il Clausura 2019 con i peruviani totalizzando 7 reti in 14 presenze, tra cui una rete nella partita vinta all'ultima giornata per 3-2 sul campo dell'Unión Comercio decisiva per la vittoria del torneo da parte dell'Alianza. Successivamente, raggiunge la finale di campionato, disputata contro il Dep. Binacional nella quale l'Alianza Lima viene sconfitto dopo aver perso per 4-1 la gara di andata, nella quale Rodríguez mette a segno l'unica rete per la sua squadra, e vinto 2-0 la gara di ritorno. A livello personale Rodríguez totalizza 8 reti in 18 presenze nel campionato peruviano.
Nell'agosto 2020, dopo aver totalizzato nella prima metà di stagione, prima dell'interruzione determinata dalla pandemia causata dal coronavirus COVID-19, una rete in 5 presenze in campionato e una presenza, senza reti, in Coppa Libertadores, si svincola dall'Alianza Lima motivando la scelta con il desiderio di riavvicinarsi alla famiglia in Uruguay.
Nel gennaio 2021 si trasferisce al Dep. Maldonado, squadra militante nella massima serie uruguaiana. Debutta con la nuova maglia il 18 gennaio nella sconfitta per 5-0 sul campo del Boston River. Al termine della stagione, il 1º aprile 2021, dopo aver totalizzato 5 presenze senza reti, viene lasciato libero dal Deportivo Maldonado. Il 15 aprile successivo viene annunciato il suo approdo al Cerrito, neopromosso nel massimo campionato uruguaiano. Fa il suo debutto con la nuova maglia il 22 maggio successivo nella partita persa per 3-1 sul campo del Cerro Largo. Il 18 settembre successivo, nella partita pareggiata per 1-1 contro il Cerro Largo, segna il suo primo gol con i gialloverdi. Termina la stagione 2021 con un totale di 18 presenze condite da 3 reti tra Apertura e Clausura.
Nel gennaio 2022 viene annunciato il suo trasferimento all'Albion, squadra neopromossa nella massima serie uruguaiana. Fa il suo debutto con la nuova maglia il 6 febbraio 2022 nella partita persa per 5-3 contro il Rentistas nella quale mette a segno una doppietta. Alla fine della stagione, culiminata con la retrocessione dell'Albion in Segunda División, rimane svincolato dopo aver totalizzato 25 presenze e 5 reti in campionato, alle quali si aggiunge una presenza nella coppa nazionale.

#### La discesa in seconda serie
Il 28 gennaio 2023 viene annunciato il suo ritorno dopo dodici anni al Bella Vista, squadra con cui aveva debuttato tra i professionisti, e militante nel campionato di Segunda División. Il 1º luglio 2023, nella partita casalinga vinta per 3-2 contro il Cerrito in cui mette a segno una doppietta veste per la prima volta la fascia di capitano del Bella Vista. Dopo 17 presenze e 6 reti, nell'agosto 2023 si trasferisce al Progreso, squadra militante anch'essa in Segunda División, con cui debutta il successivo 2 settembre nella partita pareggiata 1-1 contro il Miramar Misiones. Il 20 ottobre seguente mette a segno la sua prima marcatura con i giallorossi nella vittoria per 2-1 sul Nacional valida per il secondo turno di Copa Uruguay. A fine anno totalizza 8 presenze in campionato e due in coppa, con una rete per competizione, conquistando la promozione in massima serie.
Nel febbraio 2024 viene annunciato il suo ritorno al Cerrito, squadra militante in Segunda División con cui totalizza 3 reti in 21 presenze in campionato a cui si aggiungono due presenze nei play-off nei quali il gialloverdi vengono eliminati in semifinale dall'Uruguay Montevideo.
Per l'annata 2025 fa ritorno nel massimo campionato uruguaiano, trasferendosi al River Plate (M), con cui debutta il 3 febbraio 2025 nella gara pareggiata per 1-1 sul campo del Cerro.

### Nazionale
Federico Rodriguez ha partecipato al campionato sudamericano di calcio Under-20 2011 e al mondiale Under 20 con la selezione di categoria.

## Statistiche

### Presenze e reti nei club
Statistiche aggiornate al 17 maggio 2025.
| Stagione                    | Squadra                     | Campionato                  | Campionato | Campionato | Coppe nazionali | Coppe nazionali | Coppe nazionali | Coppe continentali | Coppe continentali | Coppe continentali | Totale | Totale |
| Stagione                    | Squadra                     | Comp                        | Pres       | Reti       | Comp            | Pres            | Reti            | Comp               | Pres               | Reti               | Pres   | Reti   |
| --------------------------- | --------------------------- | --------------------------- | ---------- | ---------- | --------------- | --------------- | --------------- | ------------------ | ------------------ | ------------------ | ------ | ------ |
| 2008-2009                   | Bella Vista                 | PDU                         | 2          | 0          | -               | -               | -               | -                  | -                  | -                  | 2      | 0      |
| 2009-2010                   | Bella Vista                 | SDU                         | 13         | 8          | -               | -               | -               | -                  | -                  | -                  | 13     | 8      |
| 2010-gen.2011               | Bella Vista                 | PDU                         | 15         | 9          | -               | -               | -               | -                  | -                  | -                  | 15     | 9      |
| gen.2011                    | Peñarol                     | PDU                         | 0          | 0          | -               | -               | -               | -                  | -                  | -                  | 0      | 0      |
| gen.-giu. 2011              | Genoa                       | A                           | 0          | 0          | CI              | 0               | 0               | -                  | -                  | -                  | 0      | 0      |
| 2011-gen. 2012              | Bologna                     | A                           | 0          | 0          | CI              | 0               | 0               | -                  | -                  | -                  | 0      | 0      |
| gen.-giu. 2012              | Piacenza                    | PD                          | 13+2       | 3          | CI+CI LP        | 0+2             | 0               | -                  | -                  | -                  | 17     | 3      |
| 2012-gen. 2013              | Bologna                     | A                           | 0          | 0          | CI              | 0               | 0               | -                  | -                  | -                  | 0      | 0      |
| gen.-giu.2013               | Montevideo Wanderers        | PDU                         | 14         | 4          | -               | -               | -               | -                  | -                  | -                  | 14     | 4      |
| 2013-gen.2014               | Montevideo Wanderers        | PDU                         | 7          | 0          | -               | -               | -               | CS                 | 2                  | 1                  | 9      | 1      |
| Totale Montevideo Wanderers | Totale Montevideo Wanderers | Totale Montevideo Wanderers | 21         | 4          |                 | -               | -               |                    | 2                  | 1                  | 23     | 5      |
| gen.-giu. 2014              | Bologna                     | A                           | 1          | 0          | -               | -               | -               | -                  | -                  | -                  | 1      | 0      |
| 2014-gen. 2015              | Bologna                     | B                           | 0          | 0          | CI              | 0               | 0               | -                  | -                  | -                  | 0      | 0      |
| Totale Bologna              | Totale Bologna              | Totale Bologna              | 1          | 0          |                 | 0               | 0               |                    | -                  | -                  | 1      | 0      |
| gen. 2015                   | Lugano                      | CL                          | 0          | 0          | CS              | -               | -               | -                  | -                  | -                  | 0      | 0      |
| gen.-giu. 2015              | Locarno                     | PL                          | 9          | 2          | CS              | -               | -               | -                  | -                  | -                  | 9      | 2      |
| 2015-2016                   | Boston River                | SDU                         | 20         | 10         | -               | -               | -               | -                  | -                  | -                  | 20     | 10     |
| 2016                        | Boston River                | PDU                         | 13         | 7          | -               | -               | -               | -                  | -                  | -                  | 13     | 7      |
| 2017                        | Boston River                | PDU                         | 13         | 2          | -               | -               | -               | CS                 | 2                  | 1                  | 15     | 3      |
| Totale Boston River         | Totale Boston River         | Totale Boston River         | 46         | 19         |                 | -               | -               |                    | 2                  | 1                  | 48     | 20     |
| 2018                        | Danubio                     | PDU                         | 26         | 7          | -               | -               | -               | CS                 | 1                  | 0                  | 27     | 7      |
| feb.- lug. 2019             | Danubio                     | PDU                         | 10         | 2          | -               | -               | -               | CL                 | 2                  | 1                  | 12     | 3      |
| Totale Danubio              | Totale Danubio              | Totale Danubio              | 36         | 9          |                 | -               | -               |                    | 3                  | 1                  | 39     | 10     |
| 2019                        | Alianza Lima                | L1                          | 18         | 8          | -               | -               | -               | -                  | -                  | -                  | 18     | 8      |
| 2020                        | Alianza Lima                | L1                          | 5          | 1          | -               | -               | -               | CL                 | 1                  | 0                  | 6      | 1      |
| Totale Alianza Lima         | Totale Alianza Lima         | Totale Alianza Lima         | 23         | 9          |                 | -               | -               |                    | 1                  | 0                  | 24     | 9      |
| gen.-apr. 2021              | Dep. Maldonado              | PDU                         | 5          | 0          | -               | -               | -               | -                  | -                  | -                  | 5      | 0      |
| apr.-dic. 2021              | Cerrito                     | PDU                         | 18         | 3          | -               | -               | -               | -                  | -                  | -                  | 18     | 3      |
| 2022                        | Albion                      | PDU                         | 25         | 5          | CU              | 1               | 0               | -                  | -                  | -                  | 26     | 5      |
| gen.-ago. 2023              | Bella Vista                 | SDU                         | 17         | 6          | CU              | 0               | 0               | -                  | -                  | -                  | 17     | 6      |
| Totale Bella Vista          | Totale Bella Vista          | Totale Bella Vista          | 47         | 23         |                 | -               | -               |                    | -                  | -                  | 47     | 23     |
| ago.-dic. 2023              | Progreso                    | SDU                         | 8          | 1          | CU              | 2               | 1               | -                  | -                  | -                  | 10     | 2      |
| 2024                        | Cerrito                     | SDU                         | 21+2       | 3          | -               | -               | -               | -                  | -                  | -                  | 21     | 3      |
| Totale Cerrito              | Totale Cerrito              | Totale Cerrito              | 39+2       | 6          |                 | -               | -               |                    | -                  | -                  | 41     | 6      |
| 2025                        | River Plate (M)             | PDU                         | 7          | 0          | -               | -               | -               | -                  | -                  | -                  | 7      | 0      |
| Totale                      | Totale                      | Totale                      | 284        | 80         |                 | 5               | 1               |                    | 8                  | 3                  | 295    | 85     |

## Palmarès

### Club

#### Competizioni nazionali
- Campionato peruviano: 1

Alianza Lima: Clausura 2019